# Florence Blatrix-Contat
Florence Blatrix-Contat, née le 30 mars 1966, est une femme politique française. Membre du parti socialiste, elle est élue sénatrice de l'Ain le 27 septembre 2020.

## Biographie
En 2012, elle est désignée à la fonction de première secrétaire fédérale, soit donc la dirigeante des instances, du PS de l'Ain.
Elle est professeure agrégée d'économie-gestion.